# دیگو چورین
دیگو چورین (انگلیسی: Diego Churín؛ زادهٔ ۱ دسامبر ۱۹۸۹) بازیکن فوتبال اهل آرژانتین است.
از باشگاه‌هایی که در آن بازی کرده‌است می‌توان به باشگاه فوتبال گرمیو و باشگاه اتلتیکو ایندپندینته اشاره کرد.